# Jesuitenkloster (Düren)

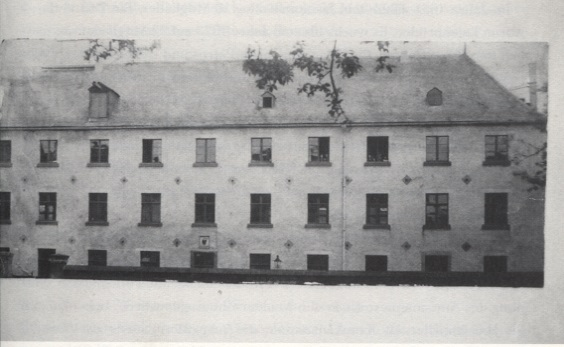
Das Kollegium der Jesuiten um 1910

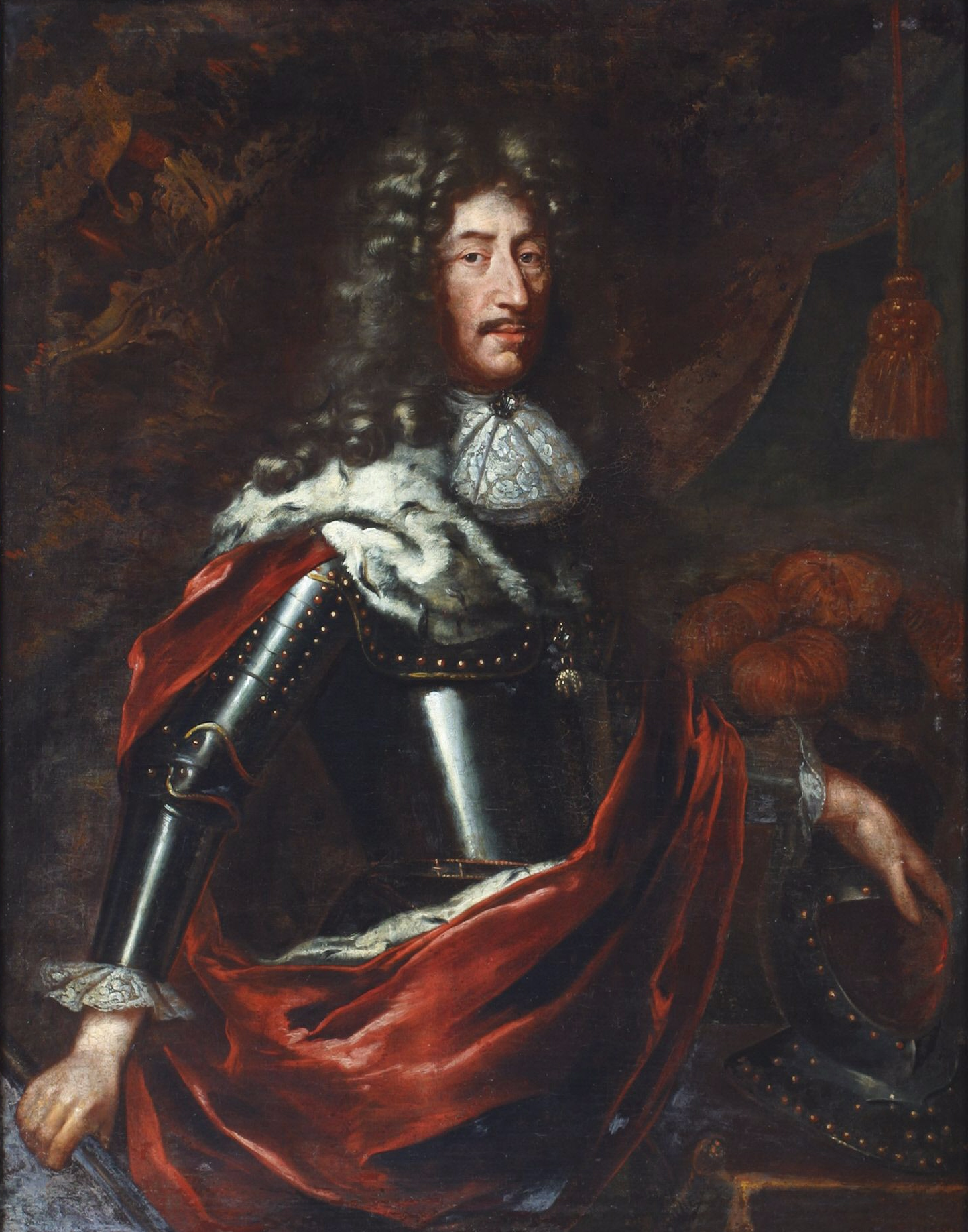
Philipp Wilhelm

Das erste Jesuitenkloster stand in Düren, Nordrhein-Westfalen, in der Straße Höfchen. Später zog das Kloster um.
1636 übernahmen zwei Jesuitenpatres die Verwaltung der Pfarre St. Anna. Herzog Wolfgang Wilhelm wies ihnen das Pfarrhaus im Höfchen als ersten Wohnsitz zu. Später schenkte er dem Kollegium sein Haus in der Pfaffengasse, heute Jesuitengasse. Am 12. März 1629 wurde den Jesuiten die Pfarre St. Anna übertragen, da der damalige Pfarrer Meier an der Pest gestorben war. 1636 übernahmen die Jesuiten die Lateinschule, das heutige Stiftische Gymnasium. Im Jahr 1641 wohnten 10 Patres, 4 Magistri und 5 Laienbrüder in Düren. 1649 wurde die Niederlassung der Jesuiten zur Studienanstalt erhoben. 
Im Jahr 1673 zählte das Jesuitenkolleg 22 Mitglieder, womit sich das ehemalige Pfarrhaus als zu klein erwies. 1670 beschloss man den Neubau eines Kollegiengebäudes in der Jesuitengasse. Pfalzgraf Philipp Wilhelm legte den Grundstein. Die Einweihung erfolgte am 24. August 1673. Im Untergeschoss des Gebäudes befanden sich ein Vorzimmer, ein großes Museum und die Küche, in zwei darüberliegenden Stockwerken 20 Zimmer. In der anliegenden ehemaligen Wohnung des Amtmannes, die in den Neubau einbezogen worden war, richtete man die Hauskapelle, das Krankenzimmer, die Schneiderei und zwei weitere kleine Zimmer ein.
Im Jahr 1774 wurde der Orden aufgelöst, da der Kurfürst das Breve des Papstes Clemens XIV. vom 21. Juli 1773 angenommen hatte. Das Gebäude hatte anschließend mehrere Funktionen und wurde beim Luftangriff vom 16. November 1944 völlig zerstört.